# ميغيل جيراردو فيلازكيز
ميغيل جيراردو فيلازكيز (بالإسبانية: Miguel Gerardo Velázquez) هو لاعب كرة قدم مكسيكي، ولد في 2 يوليو 1990 في تلانيبانتلا دي باز في المكسيك. لعب مع نادي تيكوس.